# Hrvatski pisci iz BiH, T
- Tabak, Josip (Sarajevo, 1. ožujka 1912.), pripovjedač, književni kritičar, esejist i prevoditelj
- Tenžera, Veselko (Prozor, 10. veljače 1942. – Zagreb, 20. veljače 1985.), književni kritičar, esejist i feljtonist
- Tica, Milka (Podledinci, Hercegovina, 15. ožujka 1954.), spisateljica za djecu.
- Tinović, Tin (Skakava Gornja, Brčko, 20. ožujka 1917.), pisac, publicist, bibličar
- Tokić, Mijo (Kongora, Tomislav Grad, 14. veljače 1951.), pjesnik
- Tolić, Vjekoslava (Tomislav Grad, 27. ožujka 1964.), pjesnikinja
- Tolj, Ivan (Blatnica, Čitluk, 17. veljače 1954.), pjesnik
- Tomić, Ivica (Lupoglav, Žepče, 2. lipnja 1960.), pripovjedač
- Tomić, Kovač, Ljubica (Sarajevo, 12. studenoga 1936.), književna povjesničarka
- Tomić, Tomislav ( Bihać, 23.05.1960.), pjesnik, pripovjedač i novinar
- Topić, Anka (Žepče, 30. svibnja 1882. – Vitez, 1956.), pjesnikinja
- Totić, Ivo (Zenica, 1967.), pjesnik
- Treml, Emilijan (Sarajevo, 1916. – 1945.), romanopisac i pjesnik
- Treščec Branjski, Vladimir (Topusko, 23. svibnja 1870. – Dubrovnik, 2. srpnja 1932.), pripovjedač
- Trogrančić, Franjo (Vareš, 2. rujna 1913. – Rim, 18. rujna 1974.), književni kritičar i teoretičar
- Trogrančić, Joakim (Solakovići, Fojnica, 18. siječnja 1882. – Fojnica, 9. kolovoza 1903.), pjesnik
- Truhelka, Agata (Sarajevo, 1890. – Zagreb, 1980.), spisateljica
- Truhelka, Ćiro (Osijek, 2. veljače 1865. – Zagreb, 18. rujna 1942.), povjesničar, arheolog, pripovjedač
- Truhelka, Jagoda (Osijek, 5. veljače 1864. – Zagreb, 17. srpnja 1957.), pripovjedačica, romanospisateljica i spisateljica za djecu
- Trumić, Marina (Beograd, 1939.), romanospisateljica, pripovjedačica, pjesnikinja, novinarka, prevoditeljica
- Tvrtković, Ivo (Bugojno, 1952.), pjesnik